# Irmoto Feuerschuette
Irmoto Feuerschuette (Tubarão, 10 de fevereiro de 1941) é um médico, escritor e político brasileiro.

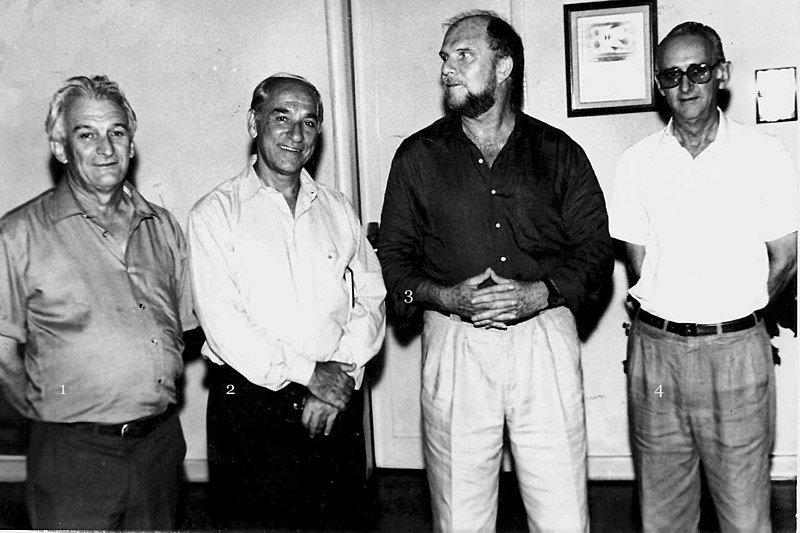
Da esquerda para a direita: Antônio Benedet, Ademar Ghisi, Irmoto Feuerschuette e Mário Botega.

Filho de Otto Feuerschuette e Irma Ghizzo Feuerschuette. Estudou medicina desde 1961 na Universidade Federal do Paraná, obtendo o diploma em 1966.
Foi prefeito de Tubarão duas vezes, de 1973 a 1977 e de 1993 a 1996. É médico do corpo clínico do Hospital Nossa Senhora da Conceição (HNSC) de Tubarão.

## Obras
- Uma Direção para a Vida: Memórias da Enchente de Tubarão 1974. Tubarão: Reuter Ed., 2004.
- Dr. Otto: O Sacerdote da Medicina. Palhoça: Editora Unisul, 2014.
- Tuba-Nharô: O Pai Feroz